# Alejandro Conesa
Alejandro Abel Conesa (Buenos Aires, 9 de febrero de 1863-ibídem, 14 de julio de 1919) fue un funcionario y político argentino que se desempeñó como gobernador del Territorio Nacional del Chubut entre 1900 y 1903.

## Biografía
Nació en Buenos Aires en 1863. En 1885 se instaló en Territorio Nacional del Chubut, desempeñándose como secretario de la gobernación durante la gestión de Luis Jorge Fontana. Ejerció interinamente como gobernador por unos meses entre 1894 y 1895, antes de la juramentación en el cargo de José Eugenio Tello. En ese período le correspondió la presentación de un informe al Gobierno Nacional sobre la situación de la educación primaria en el Territorio.
En 1891, como secretario y ejerciendo como gobernador interino, indicó al Gobierno Nacional la necesidad de fundar una colonia pastoril en el valle del Genoa. Además se preocupaba por la radicación y defensa de los aborígenes. Por lo cual se determinó la formación de una zona agropecuaria como reserva aborigen tehuelche que se llamaría inicialmente «Colonia General San Martín».
Luego fue jefe de Policía en el territorio.
En febrero de 1900 se hizo cargo de la gobernación del Territorio del Chubut, tras la renuncia de Carlos O'Donnell y de su secretario, y a solicitud de los colonos galeses de Chubut. Reorganizó la administración, se reconstruyeron los canales de riego en el valle del Chubut, afectados por una gran inundación, y se recibió asistencia económica del Gobierno Nacional para los damnificados. También dispuso la creación de una estafeta a caballo entre el valle del Chubut y el valle 16 de Octubre, con escalas intermedias en distintos puntos de la estepa. Permaneció en el cargo hasta 1903.
En 1907 asumió como presidente del Consejo Municipal de Rawson, sucediendo a Gregorio Mayo, desempeñándose hasta 1911. En 1908 fue designado «Defensor de Menores, Pobres, Ausentes e Incapaces, Administrador de Colonias y Visitador de Oficinas de Registro Civil» por el Gobierno Nacional. De forma paralela a su actividad en la función pública, se dedicó a las actividades ganaderas y mineras.
Falleció en Buenos Aires en 1919.